# کویما، آنگولا
کویما (به انگلیسی: Cuima) شهری در استان هوامبو واقع در کشور آنگولا است که در سال ۲۰۰۹ میلادی ۶٬۵۴۶ نفر جمعیت داشته‌است.